# كوا أبتاليون

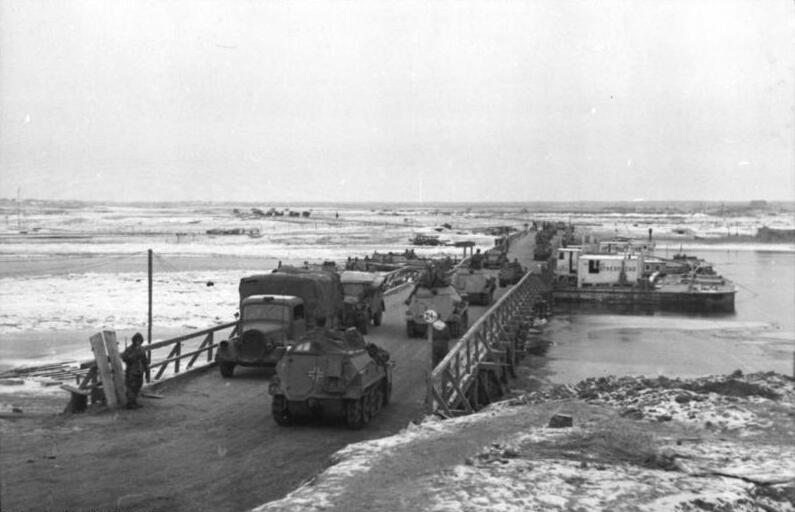

كوا أبتاليون (مفرزة الفيلق) كان تشكيل مشاة بحجم فرقة التي أنشأها الفيرماخت الألماني خلال الحرب العالمية الثانية. 

## التاريخ
خلال خريف وصيف عام 1943، تكبد الفيرماخت خسائر فادحة في الرجال والأعتدة على أيدي الجيش الأحمر على الجبهة الشرقية. في الوقت نفسه، كان عليها أن تقوم بتعزيز القوة العسكرية في فرنسا، قبل الغزو المتوقع، وتعزيز المسرح الإيطالي، حيث عبر الحلفاء مضيق ميسينا وهبطوا في البر الرئيسي الإيطالي في ساليرنو، وترمولي في سبتمبر 1943. لذلك لم يعد بإمكان الجيش البديل توليد بدائل لإحضار تشكيلات القوة التي تم استنفادها في المعركة في الشرق.
من أجل الحفاظ على كوادر ونسب الفرق التي تكبدت خسائر فادحة، والاقتصاد في المجهود الحربي، وربما لإعطاء صورة قوة أكبر مما هو موجود بالفعل، قررت القيادة العليا للجيوش الألمانية تشكيل كوا أبتاليون على إنشاء فرق المشاة، أي تحتوي على ثلاثة أفواج مشاة مع كتيبتين لكل منهما، فوج مدفعية، وقوات فرق (كتيبة استطلاع، مضادة للدبابات، هندسية طبية، كتائب إمداد). تم إنشاء طاقم كوا أبتاليون من أحد لفرق التي تم استخدامها لإنشائها، بينما تمثل كل أفواج المشاة فرقة واحدة. كانت تسمى Divisionsgruppe (مجموعة الشعبة)، وكانت كل كتيبة في أحد الفرق Divisionsabteilung تسمى Regimentsgruppe (مجموعة فاصلة). على عكس فرق المشاة الألمانية، لم يتم ترقيم كوا أبتاليون. 
تم إنشاؤها كوا أبتاليون في ثلاث موجات، أول وأكبر موجة تكونت من خمسة كوا أبتاليون (A إلى F) في 2 نوفمبر 1943 في مجموعة الجيوش الجنوبية والوسطى وأ، والثانية من كوا أبتاليون F مارس 1944 في مجموعة الجيوش أ، والثالثة وكوا أبتاليون G وH في نهاية يوليو، أوائل أغسطس 1944، بعد الخسائر المدمرة التي تكبدها الفيرماخت في عملية باغراتيون. 
عندما أصبح من الواضح في خريف عام 1944 أن الفرق الفردية التي بنيت منها كوا أبتاليون لن يتم إعادة بنائها أبدًا بسبب نقص القوى العاملة، تمت إعادة تسمية كوا أبتاليون باسم Infanteriedivisionen، وتم منح معظمهم التصنيف العددي لفرقة الذي توفر لهيئة الأركان في وقت تشكيل كوا أبتاليون. 

## قائمة كوا أبتاليون ومناطق العمليات

### شكلها Heeresgruppe Süd في 2 نوفمبر 1943
- Korpsabteilung A (أركان القيادة من 161. Infanteriedivision ، Divisionsgruppen 161. ، 293. ، 355.) أعيدت تسميتها  فرقة المشاة 161 في 27. يوليو 1944
- Korpsabteilung B (قيادة الأركان من 112. فرقة المشاة، Divisionsgruppen 112 ، 55 ،332.) دمرت في جيب Korsun في مارس 1944، بقايا في 88. وفرقة المشاة 57.
- Korpsabteilung C (قيادة الأركان من 183. فرقة المشاة، Divisionsgruppen 183. ،217. ،339.) دمرت إلى حد كبير في جيب برودي في يوليو 1944، أعيد بناؤها كفرقة المشاة 183.